# カール・グスタフ・ヘンペル
カール・グスタフ・ヘンペル（Carl Gustav Hempel、1905年1月8日 - 1997年11月9日）は、ドイツ出身の哲学者。主な専門は科学哲学。論理経験主義者。演繹的法則的説明とカラスのパラドックスで知られる。

## 来歴
オラニエンブルク生まれ。ゲッティンゲン大学で数学・物理・哲学を学び、同学でダフィット・ヒルベルトと出会い、彼のヒルベルト・プログラムに感銘を受ける。その後ベルリンに居を移し、1929年に参加した科学哲学会議でルドルフ・カルナップと出会う。カルナップの研究に感銘を受けたヘンペルは、ウィーンに移り住み、ウィーン学団に入る。1934年にベルリン大学から確率論の論文で博士号を得る。同年、後に"Der Typusbegriff im Lichte der neuen Logik"を共著するポール・オッペンハイムの助けで、ナチスの台頭により抑圧的になっていたドイツを離れ、ベルギーへ移住。1937年、アメリカへ移り、カルナップの助手としてシカゴ大学に勤める。次いでニューヨーク市立大学（1939年-1948年）、イェール大学（1948年-1955年）、プリンストン大学（1955年-1964年）で教鞭をとり、その後はプリンストン大学の名誉教授として2年間エルサレムでヘブライ大学で教え（1964年-1966年）、ピッツバーグ大学で1985年まで教鞭をとった。

## 哲学
ヘンペルは20世紀後半における論理経験主義を代表する哲学者であり、その立場から多くの貢献を行った。

### 科学的説明に関するD-NモデルとI-Sモデル
ヘンペルは、科学的説明の基本形とは、普遍法則と初期条件から説明されるべき現象を演繹するというものであると考えた。これが科学的説明に関する演繹的法則的モデル（英: deductive-nomological model。D-Nモデルという略称が使われることも多い）と呼ばれるものである。たとえば、手に持った石を放すとまっすぐ地面に向って落ちて行くという現象は万有引力の法則という普遍法則と与えられた初期条件から導き出すことができ、それによってこの現象が説明されたことになる。
D-Nモデルは決定論的な法則にしか使えないので、ヘンペルは統計的法則を使った説明には別のモデルを考えた。それが帰納的統計的モデル(inductive-statistical model, I-Sモデルという略称が使われることも多い）である。この場合には、ある現象が観測されるだろうということが、統計的法則と初期条件から帰納的に導出される。
D-Nモデルは旗竿のパラドックスをはじめ多くのパラドックスを抱えており、科学的説明のモデルとしては不完全なものであったが、かえってそのためにパラドックスを解こうといろいろな科学哲学者が試み、科学的説明がその後数十年にわたって科学哲学の主要問題として論じられ続けることになった。つまり、ヘンペルの貢献は、一つのモデルを提供したという以上に、一つの研究分野を作ったという点にある。

### カラスのパラドックス
科学的仮説の検証の基本的モデルは仮説演繹法であるが、このモデルをおびやかすパラドックスがヘンペルの指摘したカラスのパラドックスである。仮説演繹法は、たとえば「すべてのカラスは黒い」という仮説をたてたなら、「次に観察するカラスも黒いはずだ」という予測が演繹でき、その予測が確かめられることで仮説がより確からしくなる、というプロセスをへる。ところで、「すべてのカラスは黒い」(A)という命題と「すべての黒くないものはカラスではない」(B)という命題は論理的に同値（対偶）である。この後者の命題(B)からは、「次に観察する黒くないものはカラスではないはずだ」という予測が演繹でき、その予測が確かめられることで仮説(B)はより確からしくなる。しかし、それならば、部屋の中にある黒くないものを観察するだけで仮説(B)がより確からしくなることになり、同時にそれと同値である前者の仮説(A)も確からしくなることになる。つまり、部屋の中に居ながらにして「すべてのカラスは黒い」という仮説を確かめることができてしまうことになるのである。これは非常に奇妙であり、仮説演繹法を改良する必要があることが分かる。

## 著作

### 主著
- 1936: "Über den Gehalt von Wahrscheinlichkeitsaussagen" and, with Paul Oppenheim, "Der Typusbegriff im Licht der neuen Logik"
- 1942: The Function of General Laws in History
- 1943: Studies in the Logic of Confirmation
- 1959: The Logic of Functional Analysis
- 1965: Aspects of Scientific Explanation
長坂源一郎訳『科学的説明の諸問題』岩波書店、1973年
- 1966: Philosophy of Natural Science
黒崎宏訳『自然科学の哲学』培風館、1967年
- 1967: Scientific Explanation

### 論文集
- Aspects of Scientific Explanation and Other Essays (1965), ISBN 0-02-914340-3.
- Selected Philosophical Essays (2000), ISBN 0-521-62475-4.
- The Philosophy of Carl G. Hempel: Studies in Science, Explanation, and Rationality (2001), ISBN 0-19-512136-8.

### 論文
- ″On the Nature of Mathematical Truth" and ″Geometry and Empirical Science″ (1945), American Mathematical Monthly, issue 52.
- Articles in Readings in Philosophical Analysis (pp. 222–249), edited by Herbert Feigl and Wilfrid Sellars (Appleton-Century-Crofts, Inc., 1949).